# Моравия
Вижте пояснителната страница за други значения на Моравия.
За областта в Сърбия вижте Поморавие
Моравия (на чешки и на словашки: Morava; на немски: Mähren; на полски: Morawy; на унгарски: Morvaország) е историческа област в източната част на днешна Чехия. Името ѝ идва от река Морава, която извира от северозападната част на областта.

## География
Моравия заема почти 1/3 от Чехия в източната част на страната, включително Южноморавски край и Злински край, както и дялове от Моравскосилезийски, Височина, Оломоуцки, Пардубицки и Южнобохемски край.
На север областта граничи с Полша и Чешка Силезия, на изток – със Словакия, на юг – с Долна Австрия, а на запад – с Бохемия. Северната ѝ граница е образувана от Судетите, които на изток продължават в Карпатите. На юг границата с Австрия се определя от река: Дия.
В западната част на Моравия се намират Бохемскоморавските височини, достигащи до над 800 м височина, а най-високият връх е Прадед, в Судетите на северозапад, издигащ се на 1490 м.

## История
До 6 век, когато идват славяните, областта е населявана от келти и германи. В края на 8 век е основано Моравското княжество в югоизточна Моравия, югозападна Словакия (Захорие) и части от Долна Австрия. През 833 г. княжеството става Великоморавия, обхващайки и Бохемия, Унгария, Лужица, Силезия и басейна на Висла.
Тази империя рухва под натиска на маджарите около 907 г. Съвременна Моравия след това е независима за известен период, преди вероятно да бъде превзета от Бохемия през 955. Между 999 и 1019 г. областта е част от Полша под управлението на Болеслав I Храбри, след което е присъединена към Бохемия, след което двете области имат обща история при Люксембургите (1349 – 1411) и Хабсбургите.
До 1641 столица на Моравия е разположеният в центъра на областта град Оломоуц, след което е преместена в по-големия Бърно. Издигнатата през 1182 г. до маркграфство област има свой отделен парламент, чиито депутати са избирани от немските и чешките среди.
След разпадането на Австро-Унгария през 1918, Моравия става част от Чехословакия, а през Втората световна война е окупирана от Германия и обособена в Протекторат Бохемия и Моравия. През 1945 г. немското малцинство е изгонено. При разделянето на Чехословакия Моравия влиза в границите на Чехия през 1993 г.

## Население
Съвременните моравци са славянски народ и говорят диалекти на чешкия. Някои моравци се смятат за отделна етническа група, други са убедени в чешкия си етнически произход. При преброяването от 1991 г. 1 362 000 (13,2%) души от населението на Чехия се обявява за моравско по националност. През 2001 г. техният брой е едва 380 000 (3,7% от цялото население).
Зигмунд Фройд е роден в съвременния град Прибор в Моравия, тогава Freiberg, на 6 май 1856 г.